# Ronald A. Howard
Ronald Arthur Howard (nacido el 27 de agosto de 1934) es profesor en el Departamento de Sistemas Ingenieriles-Económicos (ahora Departamento de Ciencias de administración y gestión e Ingeniería) en la Escuela de Ingeniería en la Universidad Stanford.
Howard dirige la enseñanza y la investigación en análisis de decisiones en Stanford y es el director del Centro de Decisiones y Ética, que investiga la eficacia y la ética de la toma de decisiones bajo incertidumbre. Acuñó el término "Análisis de decisiones" en un paper en 1966, arrancando el campo de estudio. Fue Director Fundador y Presidente del Grupo de Decisiones Estratégicas. Los intereses de investigación actuales son la mejora de la calidad de las decisiones, toma de decisiones de vida o muerte y la creación de una sociedad libre de coerción. Howard también enseñó en un curso de posgrado "Sistemas Sociales de Voluntariado", que investigaba la construcción y operación de una sociedad libre de coerción.
En 1986 recibió la medalla Frank P. Ramsey de la Sociedad Americana de Investigación de Operaciones "por distinguidas contribuciones en análisis de decisiones" En 1988 recibió del Instituto de Investigación de Operaciones y Ciencias de Gestión (INFORMS, por sus siglas en inglés) el primer premio por enseñar la práctica de investigación de operaciones/ciencia de administración y gestión. En 1999 INFORMS lo invitó a dar la Plenaria Distinguida Omega Rho en la Reunión Nacional de Cincinnati. El mismo año fue elegido miembro de la Academia Nacional de Ingeniería de Estados Unidos y recibió el Premio del Decano a la Excelencia Académica. Fue elegido para la clase de becarios de INFORMS en 2002 El premio Raiffa-Howard por la calidad de la decisiones organizacionales lleva su nombre y el de Howard Raiffa
Howard recibió su Doctorado en Ciencias en Ingeniería Eléctrica del Instituto de Tecnología de Massachusetts en 1958 y fue un profesor asociado allí hasta que se unió a Stanford en 1965. Fue pionero en el método de iteración de políticas para resolver problemas de decisión Markovianos y ese método a veces es llamado "Algoritmo de mejora de políticas de Howard" en su honor. También fue instrumental en el desarrollo de los diagramas de influencia para el análisis de gráficos de situaciones de decisión.
En 1980 Howard introdujo el concepto de micromuerte como una probabilidad de muerte de una en un millón.

## Publicaciones
- 1960. Dynamic Programming and Markov Processes, The M.I.T. Press.  OCLC 523881
- 1971. Dynamic Probabilistic Systems (2 volúmenes), John Wiley & Sons, Inc., New York City.
- 1977. Readings in Decision Analysis. Con Jim E. Matheson. SRI International, Menlo Park, California.
- 1984. Readings on the Principles and Applications of Decision Analysis. (volumen 1, volumen 2). With Jim E. Matheson (editors). Menlo Park CA: Strategic Decisions Group.
- 2008. Ethics for the Real World. With Clinton D. Korver. Harvard Business Press. ISBN 978-1-4221-2106-1
- 2015. "Foundations of Decision Analysis". With Ali Abbas. Pearson.